# Tanjung Mudo (Sungai Tenang)
Tanjung Mudo is een bestuurslaag in het regentschap Merangin van de provincie Jambi, Indonesië. Tanjung Mudo telt 401 inwoners (volkstelling 2010).